# Lionel Batiste
"Uncle" Lionel Batiste (11 de febrero de 1931 - 8 de julio de 2012) fue un músico y cantante de jazz y blues estadounidense de Nueva Orleans. Comenzó su carrera musical a la edad de 11 años tocando el bombo con el Square Deal Social & Pleasure Club. Fue baterista, vocalista y líder asistente de la Treme Brass Band ; conocido también por su forma de tocar el kazoo y por su canto, y ha grabado un CD como vocalista.
Además de inspirar a músicos más jóvenes con su forma de tocar, sirvió como modelo a seguir para muchos de ellos: el trompetista Kermit Ruffins llama a Batiste su "influencia total", diciendo que Batiste "le enseñó cómo actuar, cómo vestirse, cómo sentirse acerca de la vida". A nivel internacional, Batiste ha servido como líder del desfile diario Moldejazz desde el año 2000. Fue rey del Krewe du Vieux en 2003.
Batiste murió en 2012.

## Colaboraciones
Con Elvis Costello
- Spike (Warner Bros. Records, 1989)
- Mighty Like a Rose (Warner Bros. Records, 1991)